# Allison Forsyth
Allison Forsyth nació el 14 de octubre de 1978 en Nanaimo (Canadá), es una esquiadora retirada que ganó 1 Medalla en el Campeonato del Mundo (1 de bronce) y 5 podiums en la Copa del Mundo de Esquí Alpino.

## Resultados

### Juegos Olímpicos de Invierno
- 2002 en Salt Lake City, Estados Unidos
  - Eslalon Gigante: 7.ª

### Campeonatos Mundiales
- 1999 en Vail, Estados Unidos
  - Eslalon: 10.ª
  - Eslalon Gigante: 16.ª
- 2001 en Sankt Anton am Arlberg, Austria
  - Eslalon Gigante: 6.ª
- 2003 en St. Moritz, Suiza
  - Eslalon Gigante: 3.ª
  - Eslalon: 30.ª

### Copa del Mundo

#### Clasificación general Copa del Mundo
- 1998-1999: 81.ª
- 1999-2000: 24.ª
- 2000-2001: 24.ª
- 2001-2002: 26.ª
- 2002-2003: 49.ª
- 2003-2004: 46.ª
- 2004-2005: 40.ª
- 2005-2006: 28.ª

#### Clasificación por disciplinas (Top-10)
- 1999-2000:
  - Eslalon Gigante: 5.ª
- 2000-2001:
  - Eslalon Gigante: 8.ª
- 2001-2002:
  - Eslalon Gigante: 7.ª